# Залаегерсег
Залаегерсег (мађ. Zalaegerszeg) град је у Зала жупанији у мађарској области Западна прекодунавска регија, у области западне Мађарске.
Град има 61.717 становника према подацима из 2008. године.

## Положај
Град Залаегерсег се налази у западном делу Мађарске. Од престонице Будимпеште град је удаљен око 220 километара западно. Словенија и Аустрија се не налазе далеко од града.
Залаегерсег се сместио у западном делу Мађарске, на месту где Панонска низија прелази у побрђе Алпа, који се налазе у оближњој Аустрији. Град се сместио на реци Зали, по којој је и добио име.

## Историја
Иако је градско подручје било насељено и у доба праисторије и антике, насеље под данашњим именом први пут се спомиње 1247. године у време средњовековне Угарске. Развој града је био интензиван у 15. веку, али је ометен је османским освајањима у Панонској низији у другој половини 16. века, када је место било на граници, која била нестабилна и са честим сукобима и пљачкашким упадима.
Са консолидовањем власти Хабзбурговаца у 18. веку Залаегерсег се поново почео развијати и постаје важно културно, привредно и управно средиште у овој области.
Током Револуције 1848-49. Залаегерсег, као град близу аустријског дела царства, је имао занемарљиву улогу у револуцији, па није значајније страдао. После Револуције град се брзо подигао и убрзо добио железничку везу са Будимпештом. Такође, у ово време подигнуте су многе нове грађевине, а град се и бројчано повећавао.
После Првог светског рата Залаегерсег се нашао у оквиру новоосноване мађарске републике. Током друге половине века град је доживео поново развој и раст становништва. Током протеклих година транзиције, због повољног положаја близу богатог европског Запада град је лакше прошао кроз транзициону кризу него други градови у држави. Последњих година град је поново оживео захваљујући отварању оближње границе ка Аустрији и све већем повезивању државе са Западом.

## Становништво
По процени из 2017. у граду је живело 58.154 становника.
| 1990.  | 2001.  | 2011.  | 2017.  |
| ------ | ------ | ------ | ------ |
| 62.212 | 62.255 | 59.499 | 58.154 |

## Партнерски градови
- Клагенфурт
- Зеница
- Добрич
- Вараждин
- Варкаус
- Кузел
- Марл
- Горица
- Кросно
- Таргу Муреш
- Сургут
- Лендава
- Херсон

## Галерија
- Католичка катедрала
- Градска синагога
- Градски музеј
- Жупанијски двор